# 에스카 & 로지의 아틀리에 ~황혼 하늘의 연금술사~
에스카 & 로지의 아틀리에 ~황혼 하늘의 연금술사~(エスカ＆ロジーのアトリエ ～黄昏の空の錬金術士～, Atelier Escha & Logy: Alchemists of the Dusk Sky)는 거스트에서 개발한 일본 롤플레잉 비디오 게임이다. 프로젝트 코드 "A15"가 주어지면 공식 아틀리에 (비디오 게임 시리즈) 시리즈의 15번째 게임이자 황혼 스토리의 두 번째 작품이다. 히다리는 캐릭터 디자이너로 남아 있으며 게임은 LTGL 엔진에서 실행된다. 2013년 6월 27일 일본에서 발매되었다.
스튜디오 고쿠미의 애니메이션 각색은 2014년 4월 10일부터 2014년 6월 26일까지 방영되었다.
'에스카 & 로지의 아틀리에 플러스 ~황혼 하늘의 연금술사~'라는 플레이스테이션 비타 버전이 2015년 1월에 출시되었으며 새로운 플레이 가능한 캐릭터, 적 및 스토리 이벤트가 포함되었다. 다른 지역에서는 다음 해에 출시되었다.
닌텐도 스위치 및 플레이스테이션 4용 에스카 & 로지의 아틀리에 ~황혼 하늘의 연금술사~ DX라는 게임의 향상된 포트가 2019년 12월 25일 일본에서 출시되었으며, 2020년 1월 14일 서양에서 전 세계적으로 추가 마이크로소프트 윈도우 릴리스와 함께 출시되었다.